# Dorygnathus
Dorygnathus is een geslacht van uitgestorven pterosauriërs, behorend tot de Caelidracones, dat leefde tijdens het Vroeg-Jura.
Van Dorygnathus is sinds het begin van de negentiende eeuw een groot aantal fossielen gevonden, vooral in Zuid-Duitsland. In 1860 kreeg het geslacht zijn naam die 'speerkaak' betekent. In 1971 werd een tweede soort benoemd, D. mistelgauensis, maar daarvan wordt nu gedacht dat het een groot exemplaar van D. banthensis betreft. Dorygnathus leefde zo'n 180 miljoen jaar geleden en is daarmee een van de eerdere pterosauriërs. Het is omstreden aan welke andere pterosauriërs hij het nauwst verwant was. Sommige onderzoekers hebben berekend dat hij tot de Rhamphorhynchidae behoorde; anderen hadden als uitkomst dat hij zich vroeger dan die groep van de stamboom moet hebben afgesplitst.
Door de vele vondsten is het skelet van het dier goed bekend. Dorygnathus was stevig gebouwd met vrij korte vleugels, voorzien van een vlieghuid. Zijn stijve staart was lang en diende als roer. De langwerpige kop liep spits toe en was voorzien van zeer lange, scherpe, vooruitstekende tanden waarmee hij op open zee vissen of inktvissen ving. De onderkaken hadden een spitse tandeloze punt waarnaar het dier vernoemd is. Op de grond kon Dorygnathus misschien op alleen zijn achterpoten lopen of rennen. Ook de afdrukken van haren zijn teruggevonden die erop wijzen dat het warmbloedige dier bedekt was met een vacht. Dorygnathus bleef na een snelle groei in zijn jeugd steeds langzaam doorgroeien. De grootste exemplaren bereikten een vleugelspanwijdte van ruim anderhalve meter.

## Naamgeving en eerste vondsten
In 1830 beschreef Carl Theodori verschillende fragmentarische pterosauriërfossielen die waren gevonden in een wegafgraving nabij Kleinhereth bij het Benedictijner Klooster Banz in Noord-Beieren. Het ging om twee zeer onvolledige skeletten en verder vierentwintig losse botten. Een van de fragmenten, een stuk onderkaak, beschouwde hij als voldoende verschillend van wat eerder van pterosauriërs bekend was, dat het benoemd kon worden als een aparte soort, die hij toewees aan het ondergeslacht Ornithocephalus, als een Ornithocephalus banthensis. De soortaanduiding verwijst naar Banz. Theodori zag op dat moment Ornithocephalus als een ondergeslacht van Pterodactylus, zodat naar moderne conventies de naam Pterodactylus (Ornithocephalus) banthensis zou moeten luiden. Het holotype, de onderkaak op een steenplaat, was PSB 757. Dit fossiel had ook een tegenplaat, BSP 758. De stukken dateren uit het Lias (Toarcien, 180 miljoen jaar oud), uit lagen van een mariene afzetting, de Posidonia Schalie. Enkele andere resten, van slechte kwaliteit, benoemde Theodori als Pterodactylus goldfussi; de naam wordt tegenwoordig als een nomen dubium beschouwd, hoewel de resten hoogstwaarschijnlijk tot dezelfde vorm behoren als die waarop O. banthensis gebaseerd was. De soortaanduiding eert professor Georg August Goldfuss.
In die tijd werd iedere pterosauriërvondst aan het geslacht Pterodactylus toegewezen. Vormen die direct met de typesoort van het geslacht Pterodactylus, Pterodactylus antiquus, van doen hadden, werden dan met het subgenus Ornithocephalus aangeduid omdat dit een latere alternatieve naam voor Pterodactylus geweest was. Het was Theodori echter al in 1831 duidelijk geworden dat het materiaal niet veel met P. antiquus op zich te maken had: er werd door hem, vanwege de grotere ouderdom, een verband gelegd met Engelse vondsten die later Dimorphodon genoemd zouden worden. Later zou Richard Owen dat bevestigen. Daarom liet Theodori dat jaar de ondergeslachtsnaam Ornithocephalus weg en verwees naar het type direct als Pterodactylus banthensis. In dezelfde publicatie uit 1831 werd nog een extra fossiel beschreven, een rib, dat aan de soort werd toegewezen. Theodori waagde zich ook aan een interpretatie van het materiaal; hij zag een tegenstelling met de Engelse vondsten en de Duitse uit latere lagen in het feit dat bij P. banthensis het vijfde en niet het vierde middenhandsbeen de vleugelvinger zou dragen. Tegenwoordig weten we dat hij zich daarin vergiste. In hetzelfde jaar verwees ook Christian Erich Hermann von Meyer naar het materiaal, overigens zonder het werk van Theodori te vermelden. Hij zag het als niet te onderscheiden van de Engelse fossielen.
In 1852 publiceerde Theodori een meer uitgebreide beschrijving. Omdat Von Meyer ondertussen een apart geslacht benoemd had voor langstaartige pterosauriërs, Rhamphorhynchus, hernoemde Theodori zijn soort naar Pterodactylus-Rhamphorhynchus (ensirostris)-banthensis. Deze naam voldoet niet aan de moderne conventies: Rhamphorhynchus wordt erin gezien als een onderverdeling van Pterodactylus en de soort banthensis weer als een onderverdeling van een impliciete R. ensirostris die dan weer op het materiaal uit Banz gebaseerd was; de soortaanduiding betekent 'zwaardsnuit'.
In 1856 en 1858 meldde Albert Oppel de vondst van telkens een onderkaak die aan dezelfde soort leek toe te behoren; de eerste was gevonden bij Böll, nabij Holzmaden, de tweede bij Filder. In 1859 meldden Carl Deffner en Oskar Fraas ook een vondst bij Malsch. Overigens zijn al deze fossielen later weer zoekgeraakt. Al in 1858 voorspelde Johann Andreas Wagner dat deze resten duidelijk verschillend zouden zijn van het Engelse materiaal. In 1859 beschreef Owen daarvan de kaakvorm die daarvan inderdaad sterk afweek en benoemde iets later Dimorphodon. In 1860 benoemde Wagner daarom voor het Duitse materiaal het aparte geslacht Dorygnathus, 'speerkaak' vanuit het Klassiek Griekse δόρυ (dory), 'speer' en gnathos, 'kaak', een verwijzing naar de lange tandeloze punt van de kaak. De soortnaam werd aldus Dorygnathus banthensis; zij komt pas voor in een publicatie van Wagner uit 1861. In 1860 werden alle resten nog eens uitgebreid beschreven door Von Meyer in zijn Zur Fauna der Vorwelt. Deze echter gebruikte Owens noch Wagners naamgeving — die kwamen te laat om überhaupt nog in het boek opgenomen te worden — maar verwees naar een Rhamphorhynchus (ensirostris) macronyx banthensis, waarbij hij dus de Duitse en Engelse vondsten als een geheel zag en Theodori's naam gewijzigd toepaste. Hierin werd hij echter door niemand gevolgd en de naam geldt tegenwoordig als een nomen oblitum. Owen zou het Duitse materiaal eerst nog als Dimorphodon banthensis betitelen, maar de combinatie Dorygnathus banthensis zou vanaf nu de meest gebruikelijke worden.

## Later gevonden fossielen
In 1906 beschreef Felix Plieninger in drie artikelen weer nieuw materiaal, gevonden bij Holzmaden in Württemberg. Daarvan is nu nog één exemplaar in de collecties te vinden: GPIT 1645/2 (eerder PV 14900), en dit betreft een vondst die eigenlijk al in 1858 vermeld was door Friedrich August Quenstedt, maar door deze ten onrechte aan Pterodactylus liasicus (nu Campylognathoides) was toegewezen. Een ander exemplaar, in 1901 verzameld door Bernhard Hauff senior, zou later kennelijk ontvreemd worden uit de verzameling van het Institüt für Geologie und Paläontologie der Universität Tübingen, waar het in de jaren zeventig niet meer te vinden bleek. In 1907 wijdde Plieninger zelfs een hele monografie aan de soort.

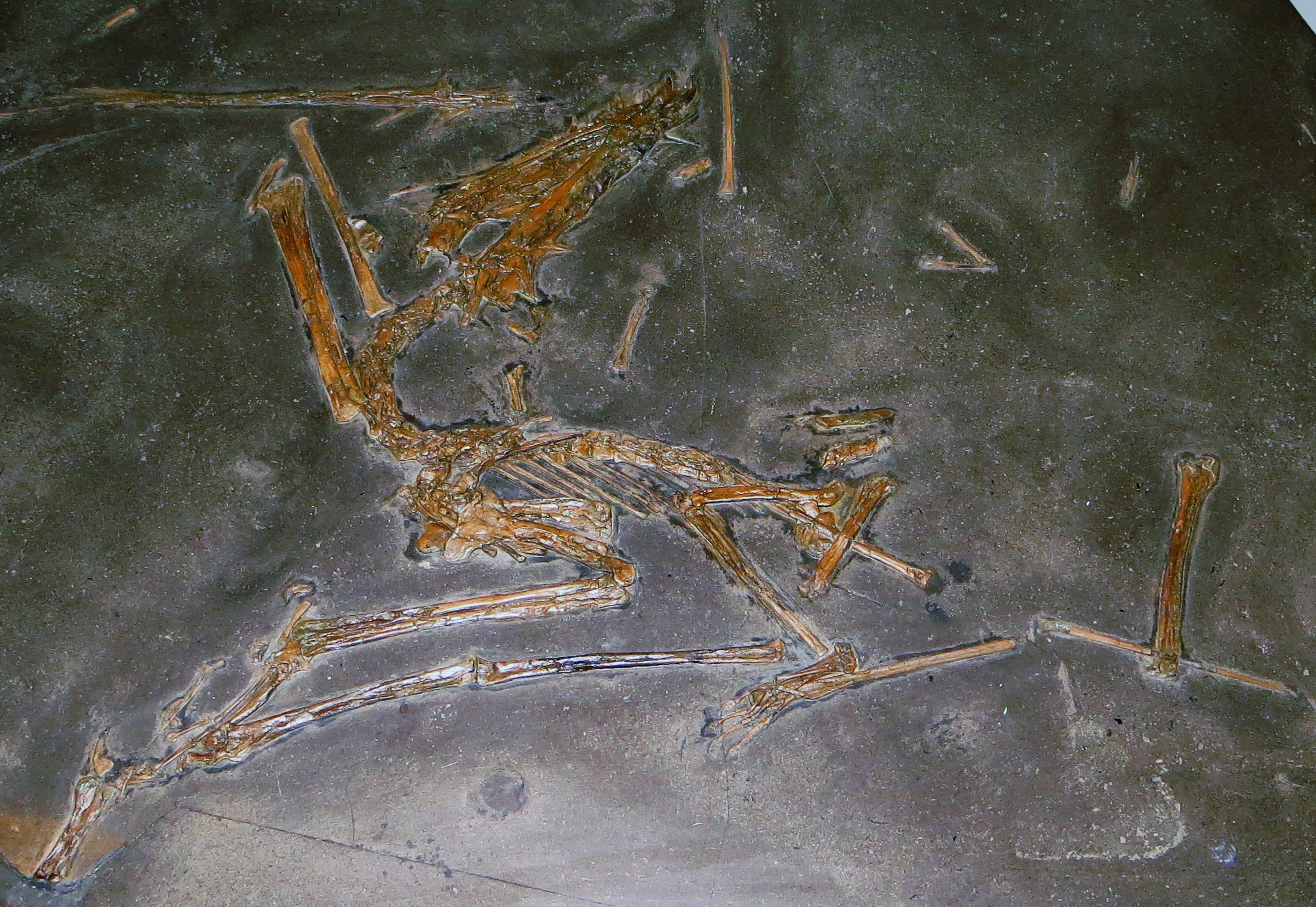
GPIT 1645/1

In het begin van de twintigste eeuw, tot in de jaren twintig, werd in hetzelfde gebied nog een aantal specimina gevonden, waaronder zeer volledige skeletten. Deze werden ten dele uitgebreid beschreven door Gustav von Arthaber in het kader van een algemene behandeling van de pterosauriërs. Deze betreffen: een exemplaar door Hauff senior in 1901 bij Holzmaden gevonden en indirect aangekocht door het Naturhistorisches Museum Wien maar niet geïnventariseerd; MB 1905.15 (een tijdje per ongeluk opnieuw geïnventariseerd als MB 1972.35), gevonden in 1905 door Hauff senior die het voor 2500 goudmark aan het Humboldt Museum verkocht; GPIT 1645/1, door Hauff gevonden in 1914 en nu deel van de collectie van het Institut für Geologie und Paläontologie, Universität Tübingen; MBR 1920.16, in 1915 geprepareerd door Hauff en door hem voor 3500 goudmark verkocht aan de gerenommeerde fossielenhandel van Friedrich Ludwig Robert Krantz die het in 1920 voor 6500 mark doorverkocht aan het Berlijnse museum; een exemplaar in 1921 door Hauff gevonden en door hem verkocht aan het Zweedse Museum voor Natuurlijke Historie te Stockholm, dat daar niet geïnventariseerd is en NHM R10087, gevonden in 1922. In 1925 meldde Carl Stieler een skelet, MBR 1977.21, dat hij zelf voor 1922 met zijn vrouw gevonden had bij Flechtorf nabij Braunschweig. Dit was om drie redenen bijzonder: de afwijkende vindplaat in Neder-Saksen, de uitzonderlijke grootte en het feit dat het fossiel driedimensionaal bewaard was in een nodule, zodat veel anatomische details, vooral van de vleugel, beter bestudeerd konden worden. Stieler wilde hierop een heel nieuwe interpretatie van de vlucht van pterosauriërs baseren, maar daar zou het nooit van komen omdat hij weldra wegens zijn radicale politieke opvattingen zijn academische werk niet meer kon voortzetten. Wel ontdekte hij nog twee exemplaren in de opslag van het Humboldt Museum in Berlijn, die tot nu toe onbeschreven zijn gebleven. In 1925 beschreef Carl Wiman een exemplaar, UUPM R 156, gevonden door Hauff in de jaren twintig en aangekocht door de Universiteit van Uppsala. In 1928 beschreef de Belgische professor Achille Salée een exemplaar in 1911 verzameld door Hauff en via Krantz aangekocht door de Universiteit van Leuven, dat later echter bij een verbouwing ontvreemd zou worden; er bestaat nog wel een afgietsel in Berlijn, BSP 1964 XXIV 328.
Ondertussen was Dorygnathus een van de best bekende en bestudeerde pterosauriërs geworden maar, mede vanwege de algemene terugval in de belangstelling voor paleontologie in die periode, zou Salées publicatie voorlopig de laatste blijven over het onderwerp met uitzondering van een studie van Ferdinand Broili uit 1939 waarin een in 1935 gevonden exemplaar beschreven wordt, BSP 1938 I 49, dat resten toont van de huid en het vleugelmembraan. Wel werden er nog fossielen ontdekt: in 1936 een fossiel bij Ohmden, SMNS 18969, dat door Hauff senior en junior werd geprepareerd; in 1942 ontdekte Hauff een klein specimen bij Holzmaden, SMNS 18880; in 1968 vond H. Eith een fragmentarisch skelet bij Balingen, nu deel van de collectie van de Universiteit Zürich: PIMUZ A/III 493, dat na een beschrijving door Wild in 1975 lange tijd is aangezien voor een exemplaar van Campylognathoides; het heeft de eigenaardigheid dat het niet is platgedrukt.
In 1971 beschreef Rupert Wild een tweede soort: D. mistelgauensis, op basis van een skelet waarvan de schedel ontbreekt uit buurt van Bayreuth. De soortaanduiding verwijst naar Mistelgau. Deze soort is groter dan D. banthensis en heeft ook andere proporties: de hand is relatief langer. Het is, gezien de mankerende schedel, niet geheel duidelijk of beide soorten wel echt nauw verwant zijn; sommigen beschouwen D. mistelgauensis echter als een jonger synoniem van D. banthensis. In 1974 werd een gedeeltelijk skelet, SMNS 50164, gevonden bij Zell in de groeve van Jürgen Fischer. In 1976 werd door J. Fischer nog een apart vleugelvingerkootje, SMNS 50016, gevonden en een rechteropperarmbeen, SMNS 50806. In 1977 trof Alexander Libau vleugelbotten aan van een zeer groot exemplaar, GPIT 1645/3, die aangespoeld waren aan de oever van het stuwmeer bij Schömberg; de fragmenten waren kennelijk uit de bovenliggende hellingen gespoeld. Hetzelfde jaar werd uit de groeve van Gotthilf Fischer te Holzmaden een klein compleet skelet geprepareerd, SMNS 50702; dezelfde groeve had eerder, het jaar is onbekend maar uiterlijk 1971, specimen SMNS 52998 opgeleverd en rond 1974 exemplaar SMNS 52999. In 1978 vond J. Fischer nog een skelet, SMNS 50914.
De eerste golf van vondsten uit de jaren twintig, die ertoe geleid had dat er einde jaren zeventig, naast de fragmenten uit Banz, ruim een twintigtal fossielen bekend was, werd gevolgd door een tweede in de jaren tachtig, voornamelijk doordat amateurpaleontologen de steengroeven actiever waren gaan onderzoeken: wanneer het weer het toestaat worden in het weekend, als de graafmachines stilliggen, de rotswanden en puinhopen gecontroleerd op mogelijke blootgelegde fossielen. In 2008 was het aantal vondsten gegroeid tot ruim veertig. De meeste nieuwe ontdekkingen zijn in het bezit van het Staatliches Museum für Naturkunde te Stuttgart daar een wet uit 1971, de Gezetz zum Schutz der Kulturdenkmale, van het Bundesland Baden-Württemberg bodemvondsten (bewegliche Bodendenkmale) van groot cultureel of wetenschappelijk belang van rechtswege aan de landsoverheid doet toekomen. Sommige meer fragmentarische vondsten, waarvan de overheid heeft vastgesteld dat dit belang ontbreekt, zijn in particulier bezit; omdat paleontologen ter wille van de toetsbaarheid van hun publicaties zich meestal beperken tot museumexemplaren zijn deze kleinere fossielen grotendeels nog onbeschreven. Datzelfde geldt voor enkele exemplaren in de oude verzameling van Georg Graf zu Münster en in de collectie van het Museum Hauff.
De eerste uit deze reeks was en fragmentarisch skelet, SMNS 51106, in september 1979 bij Ohmden aangetroffen in de groeve van P. Kirschmann; dezelfde locatie leverde in maart 1981 specimen SMNS 51826 op. In juli 1981 werd een vrijwel volledig en uitstekend geconserveerd skelet gevonden in de groeve van Alfred Fischer te Aichelberg, SMNS 51827. In 1982 vond men een fragmentarisch skelet zonder schedel maar met onderkaken, SMNS 56255, in Kirschmanns groeve. In 1985 trof preparator Norbert Adorf bij het blootleggen van een fossiele vis uit de groeve van K. Kromer uit Ohmden ook een Dorygnathus-specimen aan, SMNS 80439, met delen van de achterpoten. In 1987 werden een schedel en verdere skeletfragmenten, SMNS 55886, aangetroffen in de groeve van G. Fischer. Eind jaren tachtig moet een specimen gevonden zijn van een groot dier in de groeve van K. Gonser in Ohmden, waarvan het Stuttgarter museum echter in 1991 alleen de tegenplaat met afdrukken van de botten heeft weten te achterhalen, SMNS 59293. In 1992 verwierf het museum uit dezelfde locatie nog een fragmentarisch skelet, SMNS 59417, dat rond 1965 verzameld zou zijn door Walter Ludwig. Sindsdien zijn er echter geen fossielen van de soort meer gevonden omdat vele kleinere groeven gesloten werden en de vraag naar leisteen sterk afnam door concurrentie met synthetische materialen. Wel is er in de collectie van het SMNS in 2008 nog een tweede vleugelvingerkootje, SMNS 53023, als behorend tot Dorygnathus geïdentificeerd.
Ook in het bezit van het SMNS is sinds 1999 een gedeeltelijk skelet van een groot exemplaar, SMNS 81840, dat in 1978 in Frankrijk is gevonden, bij werkzaamheden aan de Place Thiers te Nancy, in lagen van het onderste Toarcien.
In 2010 werd een nieuw, zeer groot, driedimensionaal bewaard gebleven exemplaar gemeld, waaruit een fundamenteel gewijzigde interpretatie van het verhemelte van pterosauriërs werd afgeleid.
Dorygnathus is in 1992, en 2008 zelfs in boekvorm, opnieuw uitgebreid beschreven door de Amerikaanse paleontoloog Kevin Padian, wiens werk ook de later gevonden exemplaren in detail behandelt.

## Beschrijving

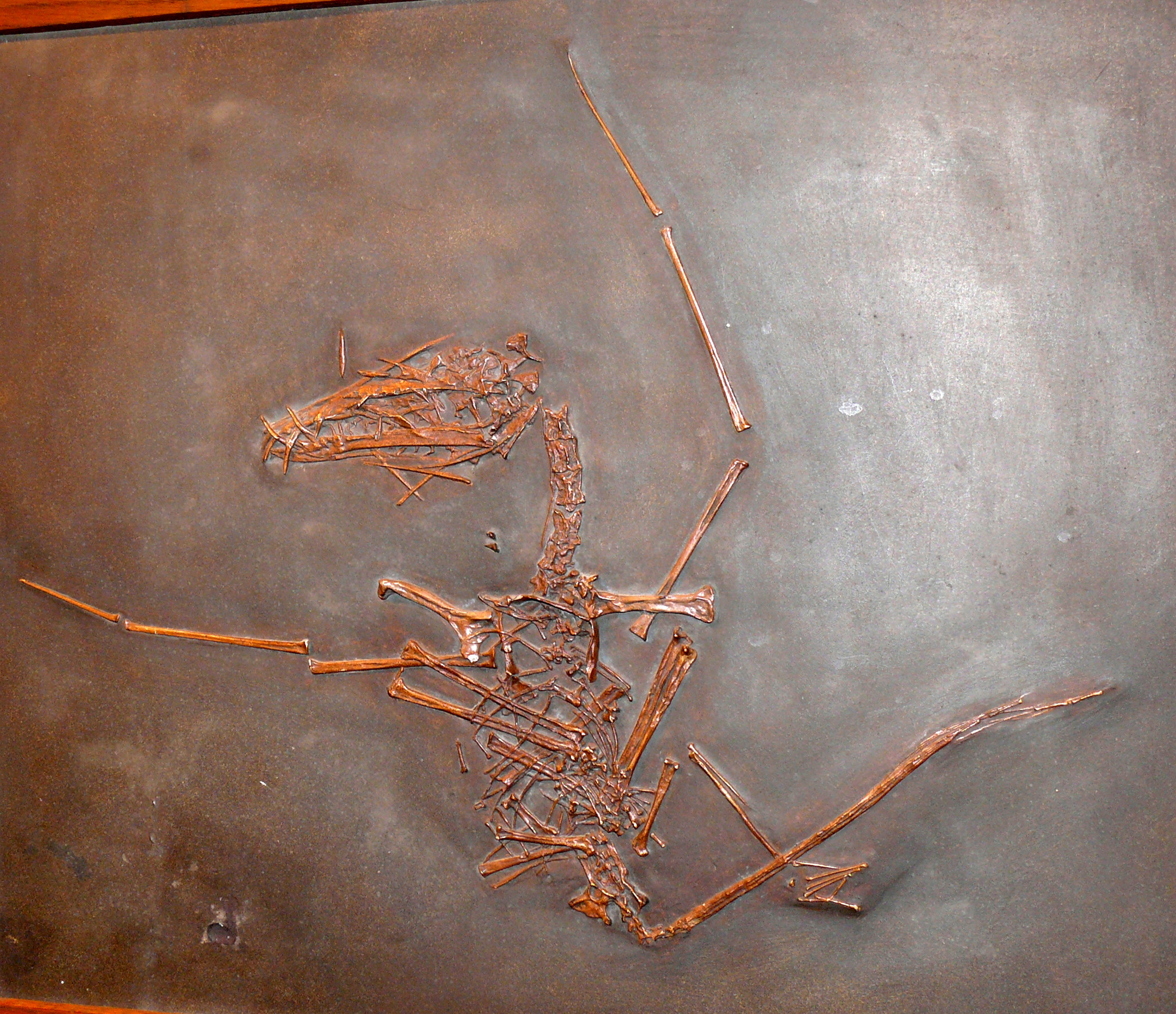
Een afgietsel van het exemplaar van het Weense Museum

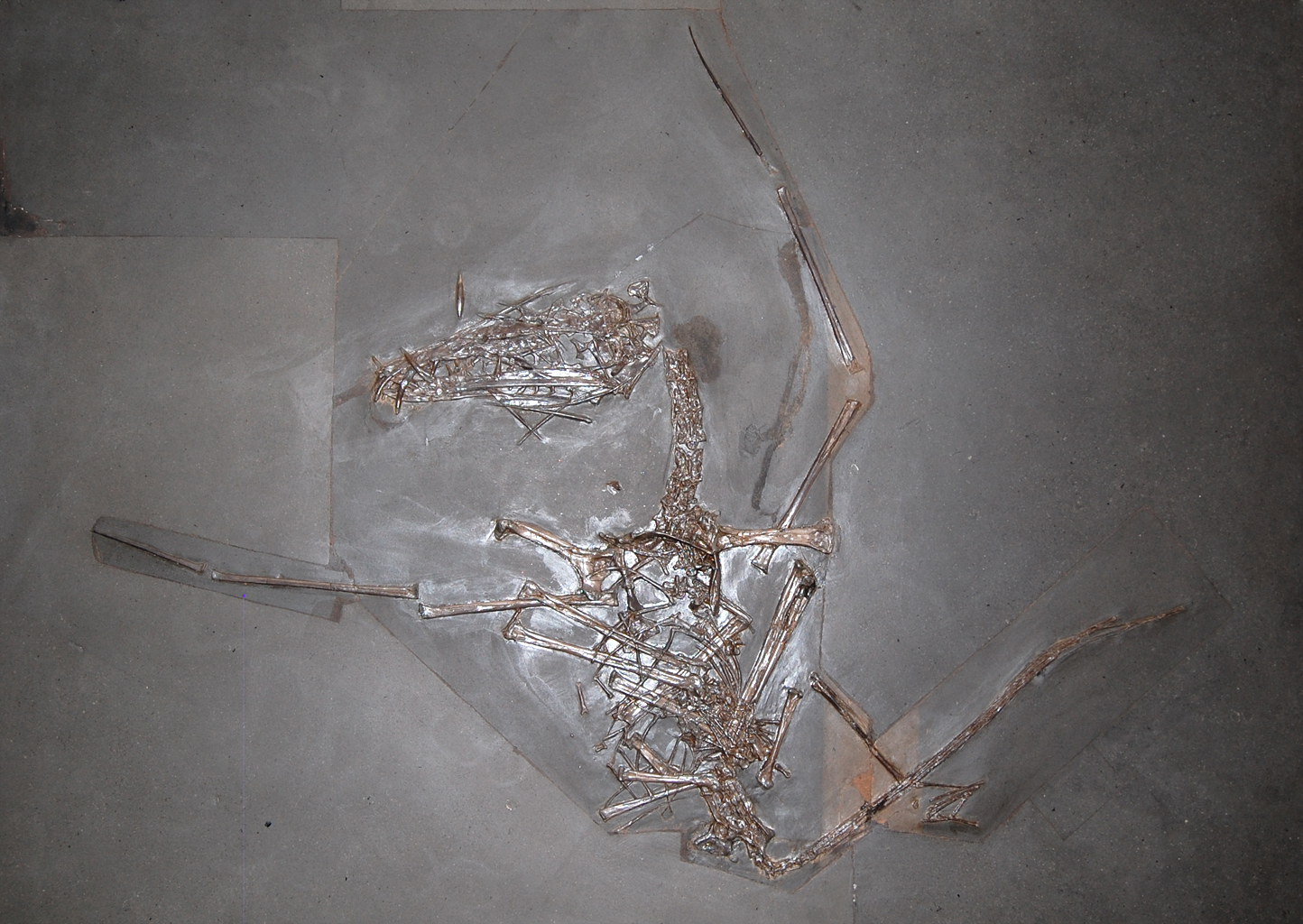
Het origineel

Dorygnathus banthensis is door het grote aantal gevonden skeletten een van de best bekende pterosauriërs; wel zijn sommige details van de binnenkant van de schedel onbekend doordat bijna alle fossielen sterk zijn platgedrukt. De tot zestien centimeter lange schedel — dit is althans de lengte van de grootste bekende schedel, die van MBR 1920.16, welk specimen een vleugelspanwijdte had van 1,4 meter — is langwerpig maar aan de achterkant vrij hoog zodat een spitse driehoekige vorm ontstaat, die echter niet zo laag is als bij sommige andere soorten, zoals Rhamphorhynchus: de voorkant eindigt zo nogal stomp. De bovenkant is recht. De oogkassen, waarvan de bovenkant afgerond is en de onderrand een puntvorm heeft, zijn de grootste openingen: de neusgaten en de fenestra antorbitalis zijn, net als bij Rhamphorhynchus, tamelijk klein zodat een stevige constructie ontstaat. Ook de slaapvensters achteraan de schedel zijn vrij klein: het bovenste is rond en de onderste vormt een spleet die tamelijk verticaal loopt omdat het os squamosum en daarmee de achterkant van de schedel niet heel sterk naar achteren helt. Dit laatste is een meer basaal, ofwel oorspronkelijk, kenmerk bij de pterosauriërs: bij Dimorphodon en Austriadactylus is de achterzijde echter nog rechter. Het kaakgewricht ligt zo vlak onder de achterrand van de oogkas, niet erachter als bij Dimorphodon en niet onder het midden of nog verder naar voren als bij meer afgeleide pterosauriërs. Het jukbeen raakt vooraan de premaxilla niet, en reikt achteraan niet tot het quadratojugale, beide afgeleide kenmerken; maar het quadratojugale is wel vrij lang en stevig gebouwd wat weer een basale eigenschap is. Volgens de studie uit 2010 wordt het harde verhemelte van pterosauriërs gevormd door de interne vleugels van de bovenkaaksbeenderen, niet door de verhemeltebeenderen zoals eerder aangenomen.
De onderkaken zijn achteraan vrij dun, verbreden zich naar voren toe en eindigen in een scherpe tandeloze punt; bij MBR 1920.16 heeft de mandibula een lengte van 147 millimeter. Vlak daarachter dragen ze echter drie paar enorm verlengde (tot drie centimeter) en schuin tot plat naar voren uitstekende kegelvormige tanden die een contrast vormen met een rij van acht of meer rechtopstaande kleine tandjes in het achterste gedeelte van de onderkaken. In de bovenkaken is de overgang veel minder drastisch: de elf tanden verlengen zich daar geleidelijk om hun maximumgrootte te bereiken tegenover de lange tanden in de onderkaken; wel zijn de vier paar tanden in de premaxilla het langst. De vier paar zeer lange tanden bovenin en de drie paar onderin grijpen bij sluiting van de bek in elkaar; hun punten steken dan ver buiten de boven- en onderkant van de schedel uit. De kaken hebben hun relatief grote hoogte om de forse tandwortels en vervangingstanden een plaats te bieden. Het geheel vormt een grijporgaan, ook wel verklaard, gezien de soms erg horizontale stand, als een aanpassing om de prooi te spietsen.
Volgens de interpretatie van Padian heeft Dorygnathus acht halswervels, veertien ruggenwervels, drie of soms vier sacrale wervels en zesentwintig tot achtentwintig staartwervels. Als er vier sacrale wervels aanwezig zijn, zijn er maximaal zevenentwintig staartwervels. Het aantal staartwervels is vermoedelijk niet zozeer variabel als lastig vast te stellen: de lange staart dient als roer en vluchtstabilisator en is daartoe verstijfd door lange werveluitsteeksels die een bundel beendraden rond de wervels vormen die het onmogelijk maakt ze precies te tellen zonder een kostbaar fossiel te demonteren.

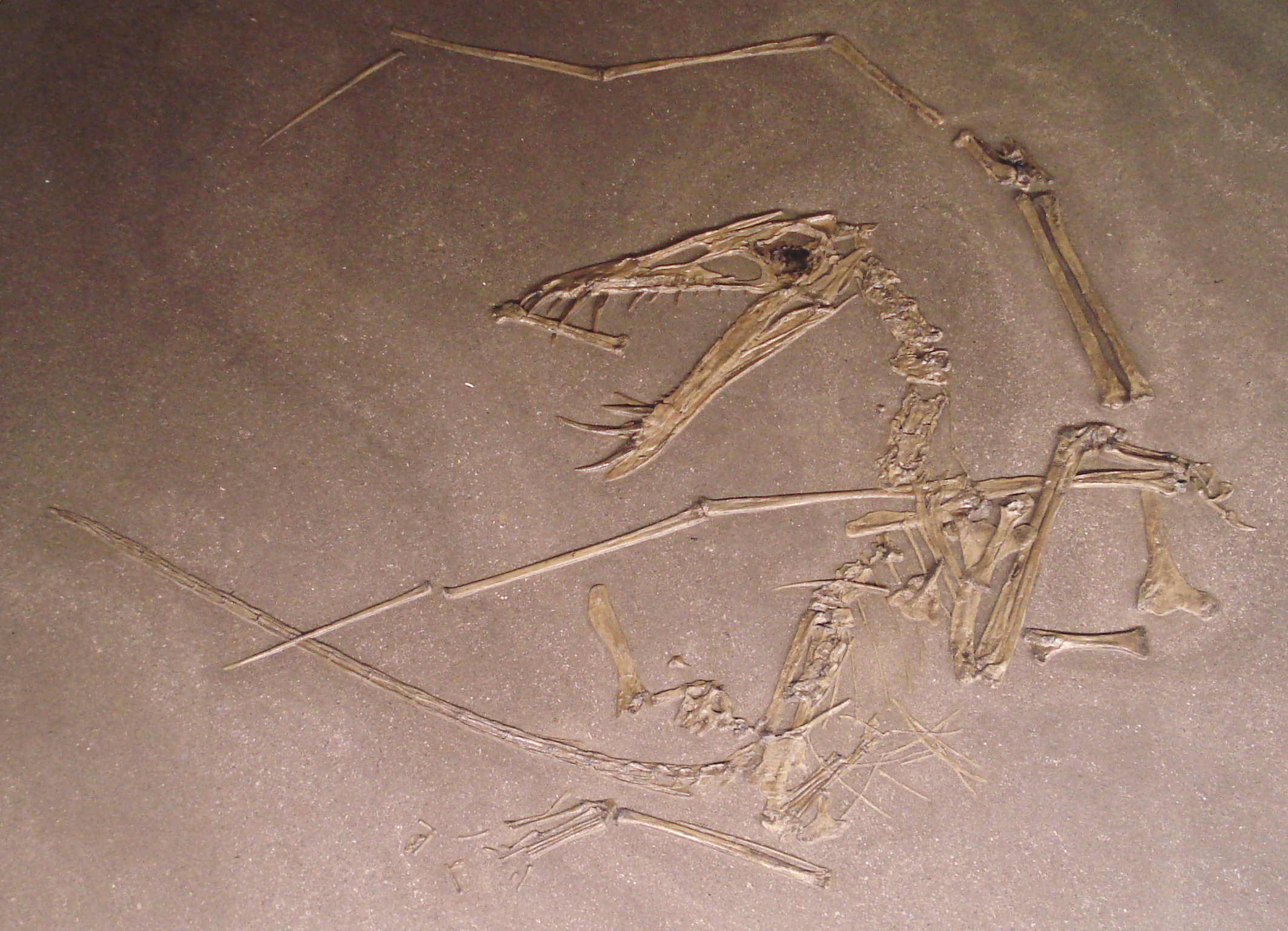
Een afgietsel in het Urwelt-Museum Hauff te Holzmaden van UUPM R 156, het specimen te Uppsala

De halswervels zijn licht procoel (van voren hol en van achter bol) en de achterste zes zijn vierkant in doorsnede en dragen lange dunne nekribben met dubbele koppen. Ze zijn veel krachtiger gebouwd, anderhalf keer langer, dan de ruggenwervels en de nek is vrij lang voor een basale pterosauriër: bijna even lang als de schedel die zelf zo lang is als de romp. De ruggenwervels zijn meer rond en hebben lage vierkante doornuitsteeksels. De voorste drie of vier dragen stevige ribben die aan de ribben van het borstbeen zijn verbonden. De meer naar achteren liggende ruggenwervels hebben dunnere ribben die boven de buikribben eindigen. Deze gastralia bestaan uit drie elementen: een centraal en twee zijstukken die de verbinding met de echte ribben verzorgen. Bij de achterste twee of drie ruggenwervels ontbreken de ribben en hun zijuitsteeksels zijn overeenkomstig gereduceerd. De drie of vier sacrale wervels hebben lage doornuitsteeksels; de vierde sacrale wervel is een 'ingevangen' voorste staartwervel. Ze zijn via brede sacrale ribben met het bekken vergroeid. De voorste vijf of zes wervels van de staart zijn kort met lage doornuitsteeksels. Ze vormen een flexibele staartbasis die het mogelijk maakt het rigide uiteinde van het orgaan in een bepaalde richting te steken. Naar achteren toe verliezen de staartwervels hun doornuitsteeksels en worden langer. Hun voorste en achterste uitsteeksels, de preapozygofysen en postapozygofysen, verlengen ook zodat ze meerdere wervels kunnen omvatten; bij de preapozygofysen is bij sommige exemplaren een lengte van vijf wervels vastgesteld zodat er links en rechts bij elkaar tien een wervel omklemmen. Naar achteren toe nemen de staartwervels in grootte af. De stijve staart zou gebruikt kunnen zijn om snel van richting te veranderen en was misschien voorzien van een achterste vaantje om de hefboomwerking te vergroten zoals ook bij andere pterosauriërs met een lange staart is aangetroffen. Dit onderdeel is echter bij geen enkel bekend fossiel van Dorygnathus bewaard gebleven zodat de vorm en oriëntatie (verticaal als richtingsroer of horizontaal als hoogteroer) ervan onbekend is.

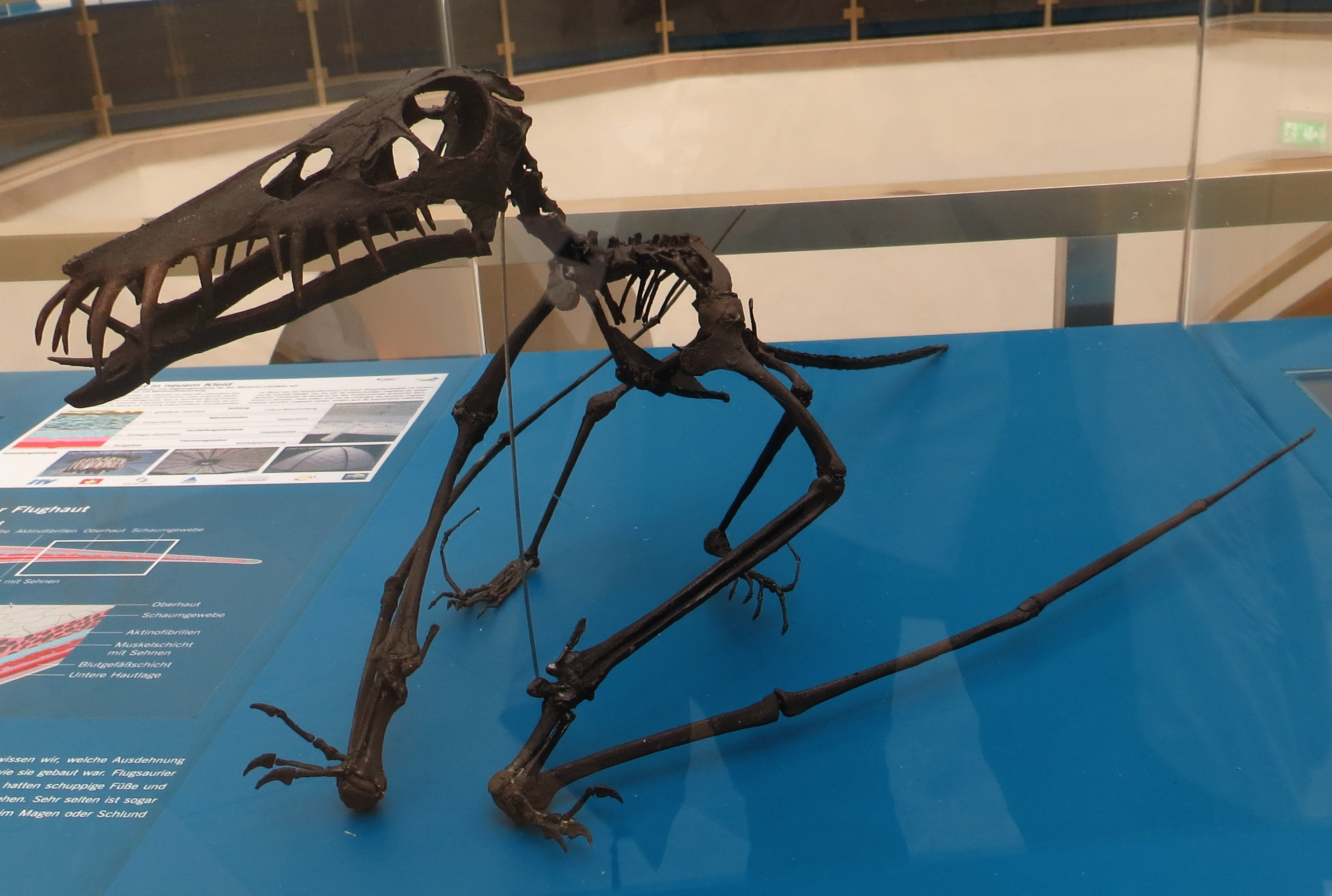
Een skeletmodel

In de schoudergordel is het ravenbeksbeen een vijfde korter dan het schouderblad: 59 tegenover 78 millimeter bij het grootste bekende exemplaar, MBR 1977.21. Het heeft een rechte schacht, ovaal of rond in doorsnede en is met een hol raakvlak met het borstbeen verbonden. Bij oudere exemplaren zijn ravenbeksbeen en schouderblad vergroeid. Samen vormen ze een zadelvormig schoudergewricht. Het schouderblad is licht naar binnen en achteren gebogen en is vlakker aan de achterkant. Het heeft geen gewrichtsfacet met een ruggenwervel. Het borstbeen is vrij klein en driehoekig met de spitse punt naar voren, verlengd door een korte cristospina die naar achteren uitloopt in een lage kam. Aan iedere schuine zijde liggen drie gewrichtsfacetten voor drie ribben. Padian acht het mogelijk dat het borstbeen, gezien de geringe grootte, naar achteren verlengd werd door kraakbeen. Het opperarmbeen is relatief lang, 84 millimeter bij MBR 1977.21, en lijkt op dat van Dimorphodon, zij het toch iets korter, met een driehoekige deltopectorale kam als aanhechtingsvlak voor de vliegspieren. Bovenaan dit opperarmbeen bevindt zich aan de achterkant een pneumatisch foramen, een gat waardoor de luchtzakken het holle bot konden binnendringen. De onderarm is ongeveer zestig procent langer dan de bovenarm; daarbinnen is de ellepijp meestal iets langer dan het spaakbeen: 142 tegenover 140 millimeter bij MBR 1977.21. De polsbeenderen zijn soms onvergroeid of hoogstens samengesmolten tot vijf stuks. Vanuit een polsbeen en een tussenliggend sesamoïde loopt een vrij kort maar stevig os pteroide richting de hals, als ondersteuning van een propatagium, een membraan tussen de arm en de nek. De eerste drie middenhandsbeenderen zijn smal en lopen uit in drie kleine vingers met de typische kootjesformule van 2-3-4. Wel bevinden zich tussen de voorlaatste kootjes en de klauwen kleine sesamoïden ofwel knokkelbeentjes, die ook aangetroffen zijn bij Dimorphodon en Eudimorphodon. De handklauwen hebben een brede basis, zijn sterk gekromd en eindigen in een spitse punt; ze zijn veel groter dan de voetklauwen. Het vierde middenhandsbeen, 42 millimeter lang bij MBR 1977.21, draagt de vleugelvinger met vier kootjes waarvan het tweede of het derde het langst is; soms is het eerste, soms het vierde het kortste kootje. De vleugels zijn als geheel relatief kort. De vleugelspanwijdte van de grootste exemplaren is ruim anderhalve meter, 169 centimeter bij MBR 1977.21. De meeste specimina liggen tussen de 82 en 115 centimeter. Bij MBR 1977.21 heeft het tweede kootje, het enige dat ongeschonden bewaard is gebleven, een lengte van 145 millimeter. Bij MBR 1920.16 is de reeks 99, 119, 119 en ~92 millimeter.
In het bekken zijn het darmbeen, zitbeen en schaambeen in de meeste exemplaren vergroeid. Het darmbeen is vrij dun en reikt naar voren toe langs vier ruggenwervels en naar achteren langs twee staartwervels — afgezien van de drie wervels die sacrale wervels zijn omdat ze ermee vergroeid zijn. Volgens Padian stabiliseert een knobbel schuin bovenaan het heupgewricht, die via een pees met een groeve aan de heupkop verbonden zou zijn, het dijbeen. De schaambeenderen eindigen abrupt en raakten bij leven vermoedelijk de losse prepubes die kort zijn en waaiervormig en een rol hadden bij de ademhaling. In het algemeen lijkt het bekken op dat van Dimorphodon.
Het dijbeen heeft ongeveer driekwart van de lengte van het scheenbeen, maar die verhouding is vrij variabel: 70 tegenover 88 millimeter bij MBR 1977.21, 65 tegenover 90 millimeter bij MBR 1920.16. De afgeronde kop ervan maakt een hoek van vijfenveertig graden met de schacht. Het kuitbeen is even lang als het scheenbeen en in volwassen exemplaren ermee over de onderste twee derde lengte vergroeid. De bovenste enkelbeenderen zijn nooit in een apart astragalocalcaneum vergroeid: bij volwassen exemplaren vormen ze met de botten van het onderbeen een tibiotarsus. Er zijn twee onderste enkelbeenderen en vijf middenvoetsbeentjes, waarvan er vier verlengd zijn en de vijfde verkort is en een hoek maakt; deze draagt een gekromde vijfde teen die spatelvormig uitloopt, wellicht de drager van een vlieghuid, het cruropatagium. De middenvoetsbeenderen zijn bij een typisch exemplaar ongeveer tweeënhalf à drie centimeter lang; van de grootste specimina zijn de voeten niet bewaard gebleven. Het derde middenvoetsbeen is het langste. De formule van de teenkootjes is 2-3-4-5-2. De teenklauwen hebben een brede basis maar zijn kort, scherp en vrij recht, ze zijn niet zo krachtig en gekromd als de handklauwen.
Maar enkele fossielen van Dorygnathus tonen de weke delen en de bewaard gebleven resten zijn lang niet zo spectaculair als bij sommige andere pterosauriërs. Het belangrijkste exemplaar in dit verband is BSP 1938 I 49, waarvan Broili in 1938 stukken van vermoedelijk de huid en de vlieghuid beschreef, aanwezig in het midden van het fossiel. Hij meldde vezels in het membraan en verder een vrij ruwe vacht op de huid. Naar moderne inzichten is het maar de vraag of deze vacht wellicht ook geen langere vlieghuidvezels betrof waarvan verschillende typen in de vleugel aanwezig waren om die de nodige combinatie van stijfheid en spanning te geven. Padian meldde dat hem bij een hernieuwd onderzoek niet duidelijk was welke structuren Broili nu precies als 'vezel' en welke als 'haren' had geïnterpreteerd maar dat dit ook een gevolg kon zijn van een verwering van het fossiel dat tijdens de Tweede Wereldoorlog niet zorgvuldig opgeslagen was geweest. Overigens is het op zich wel waarschijnlijk dat het dier een vacht had, gecombineerd met een hoge stofwisseling. Het is niet uit de fossielen bekend of er zich een huidflap of vaantje aan het eind van de staart bevond, zoals bij Rhamphorhynchus. Een alternatief, bij andere soorten aangetroffen, is dat de staart over de volle lengte gekield was.

## Dorygnathus mistelgauensisen groeistadia
In 1971 benoemde Rupert Wild een exemplaar gevonden in een oude leemput bij het station van Mistelgau als een tweede soort : Dorygnathus mistelgauensis. Het was opgegraven door hoofdonderwijzer H. Herppich die het aan Günther Eicken schonk, een amateurpaleontoloog die lid was van de Naturwissenschaftliche Gesellschaft Bayreuth en het bewaarde in een privécollectie in de kelder van zijn huis aldaar. Na zijn dood in 2009 wordt de uitgebreide verzameling onderhouden door zijn zonen Jörg en Joachim. Het specimen heeft aldus geen officieel inventarisnummer; Wild zag het niet behoren tot een museumcollectie niet als een bezwaar het fossiel te beschrijven.
Het fossiel is aangetroffen in de Lias epsilon II en bestaat uit een gedeeltelijk skelet inclusief een stuk vleugel met schouderblad, opperarmbeen, spaakbeen, ellepijp, pols, middenhandsbeen en een vleugelvingerkootje; een stuk achterpoot met scheenbeen en kuitbeen; een rib en een staartwervel. Wild baseerde de afgrenzing ten opzichte van D. banthensis vooral op de grootte: de vleugelspanwijdte ligt met ongeveer anderhalve meter de helft hoger dan bij typische exemplaren van die laatste soort en is twaalf procent groter dan het grootste daaraan overigens sinds 1971 toegewezen exemplaar. Daarnaast zijn er ook verschillen in de interne proporties: de vleugel is relatief lang en het onderbeen relatief kort. Een laatste kenmerk is dat kuitbeen en scheenbeen onderaan vergroeid zijn.
Padian concludeerde in 2008 dat gezien het fragmentarische karakter van het fossiel het moeilijk is tot een definitief oordeel te komen maar dat de proportieverschillen tussen de ledematen goed verklaard kunnen worden als een geval van individuele variatie — die juist bij de dijbeen/scheenbeen-verhouding erg groot is — en dat het vergroeien van scheenbeen en kuitbeen een rijpingsverschijnsel kan zijn, iets wat goed past bij de hypothese dat het slechts gaat om een uitzonderijk groot individu van D. banthensis, waarvan overigens een nog groter exemplaar bekend is: MBR 1977.21 heeft een spanwijdte van 169 centimeter en D. mistelgauensis valt dus binnen de bekende variatiebreedte. Hij stelde dat D. mistelgauensis hoogstvermoedelijk een jonger synoniem van D. banthensis was, ook omdat de geologische ouderdom overeenkomt. Het aannemen van twee soorten zou aldus een laat voorbeeld zijn van eenzelfde vergissing als gemaakt werd bij Rhamphorhynchus en Pterodactylus bij welke geslachten men de veelheid aan fossiel materiaal rangschikte in vermeende verschillende soorten, die naar moderne inzichten slechts groeistadia van één soort zijn.
De kennelijke grootteverschillen binnen de soort brachten Padian tot een verwijzing naar het onderzoek dat Christopher Bennett in de jaren negentig had uitgevoerd aangaande jaarklassen bij Rhamphorhynchus en Pteranodon. Net als bij die soorten zou Dorygnathus na het bereiken van de geslachtsrijpe leeftijd nog langzaam zijn doorgegroeid wat bij oude individuen een afwijkende grootte kan hebben opgeleverd. Volgens Padian groeide Dorygnathus gezien de botstructuur in de eerste levensfase erg snel, zeker sneller dan een huidig koudbloedig reptiel van dezelfde omvang. Hij wijst er wel op dat, anders dan bij Rhamphorhynchus en Pterodactylus, heel jonge exemplaren van Dorygnathus niet bekend zijn.

## Taxonomie en fylogenie
De eerste onderzoekers zagen een speciale verwantschap tussen Dorygnathus en Dimorphodon maar dat berustte slechts op oppervlakkige overeenkomsten in tandvorm.
De fylogenetische positie van Dorygnathus naar moderne inzichten is omstreden. Volgens de exacte kladistische analyses van David Unwin behoort hij binnen de Caelidracones tot de Rhamphorhynchidae en meer bepaaldelijk tot de Rhamphorhynchinae; baron Franz Nopcsa had de soort al in 1928 in die groep geplaatst, wat bevestigd werd door Peter Wellnhofer in 1978. Het zou dus een tamelijk afgeleide soort zijn. Volgens die van Alexander Kellner echter is zijn positie meer basaal: iets na Preondactylus en iets voor Dimorphodon of Peteinosaurus in de stamboom.
Padian wijst op bepaalde unieke overeenkomsten tussen Dorygnathus en Rhamphorhynchus: de tandeloze punt van de mandibula; de lange vooruitstekende tanden en een verkleind maar ovaal fenestra antorbitalis. Ook met Scaphognathus worden bepaalde nieuwe eigenschappen gedeeld: de hoek van vijfenveertig graden die de vijfde teen maakt en de proporties van de vleugelvingerkootjes onderling en met de overige armbeenderen die beantwoorden aan de formule r ⁄ u > 2 = 3 > 1 ≥ 4 > h, waarbij de getallen de vier kootjes aangeven, 'r' staat voor 'radius' (spaakbeen), 'u' voor 'ulna' (ellepijp) en 'h' voor 'humerus' (opperarmbeen). Padian concludeerde, zonder exacte analyse, dat Dorygnathus zich boven Scaphognathus en onder Rhamphorhynchus in de stamboom bevond, maar suggereerde ook dat die laatste vorm nauwer aan de Pterodactyloidea verwant was, wat het onmogelijk zou maken termen als 'Rhamphorhynchidae' of 'Rhamphorhynchinae' in de gebruikelijke zin te blijven toepassen. Het eerste is bevestigd door een analyse van Brian Andres uit 2010 maar deze sprak de laatste suggestie tegen. Volgens Andres zou de positie van Dorygnathus in de stamboom de volgende zijn:
|  | Rhamphorhynchus |
|  |                 |
|  | Cacibupteryx    |
|  |                 |

|         | Harpactognathus                                                    |
|         |                                                                    |
| unnamed | \| \| Angustinaripterus \| \| \| \| \| \| Sericipterus \| \| \| \| |
|         | \| \| Angustinaripterus \| \| \| \| \| \| Sericipterus \| \| \| \| |
|         | Angustinaripterus                                                  |
|         |                                                                    |
|         | Sericipterus                                                       |
|         |                                                                    |

|  | Angustinaripterus |
|  |                   |
|  | Sericipterus      |
|  |                   |

|  | Rhamphorhynchus |
|  |                 |
|  | Cacibupteryx    |
|  |                 |

|         | Harpactognathus                                                    |
|         |                                                                    |
| unnamed | \| \| Angustinaripterus \| \| \| \| \| \| Sericipterus \| \| \| \| |
|         | \| \| Angustinaripterus \| \| \| \| \| \| Sericipterus \| \| \| \| |
|         | Angustinaripterus                                                  |
|         |                                                                    |
|         | Sericipterus                                                       |
|         |                                                                    |

|  | Angustinaripterus |
|  |                   |
|  | Sericipterus      |
|  |                   |

|  | Rhamphorhynchus |
|  |                 |
|  | Cacibupteryx    |
|  |                 |

|         | Harpactognathus                                                    |
|         |                                                                    |
| unnamed | \| \| Angustinaripterus \| \| \| \| \| \| Sericipterus \| \| \| \| |
|         | \| \| Angustinaripterus \| \| \| \| \| \| Sericipterus \| \| \| \| |
|         | Angustinaripterus                                                  |
|         |                                                                    |
|         | Sericipterus                                                       |
|         |                                                                    |

|  | Angustinaripterus |
|  |                   |
|  | Sericipterus      |
|  |                   |

|  | Rhamphorhynchus |
|  |                 |
|  | Cacibupteryx    |
|  |                 |

|         | Harpactognathus                                                    |
|         |                                                                    |
| unnamed | \| \| Angustinaripterus \| \| \| \| \| \| Sericipterus \| \| \| \| |
|         | \| \| Angustinaripterus \| \| \| \| \| \| Sericipterus \| \| \| \| |
|         | Angustinaripterus                                                  |
|         |                                                                    |
|         | Sericipterus                                                       |
|         |                                                                    |

|  | Angustinaripterus |
|  |                   |
|  | Sericipterus      |
|  |                   |

## Levenswijze

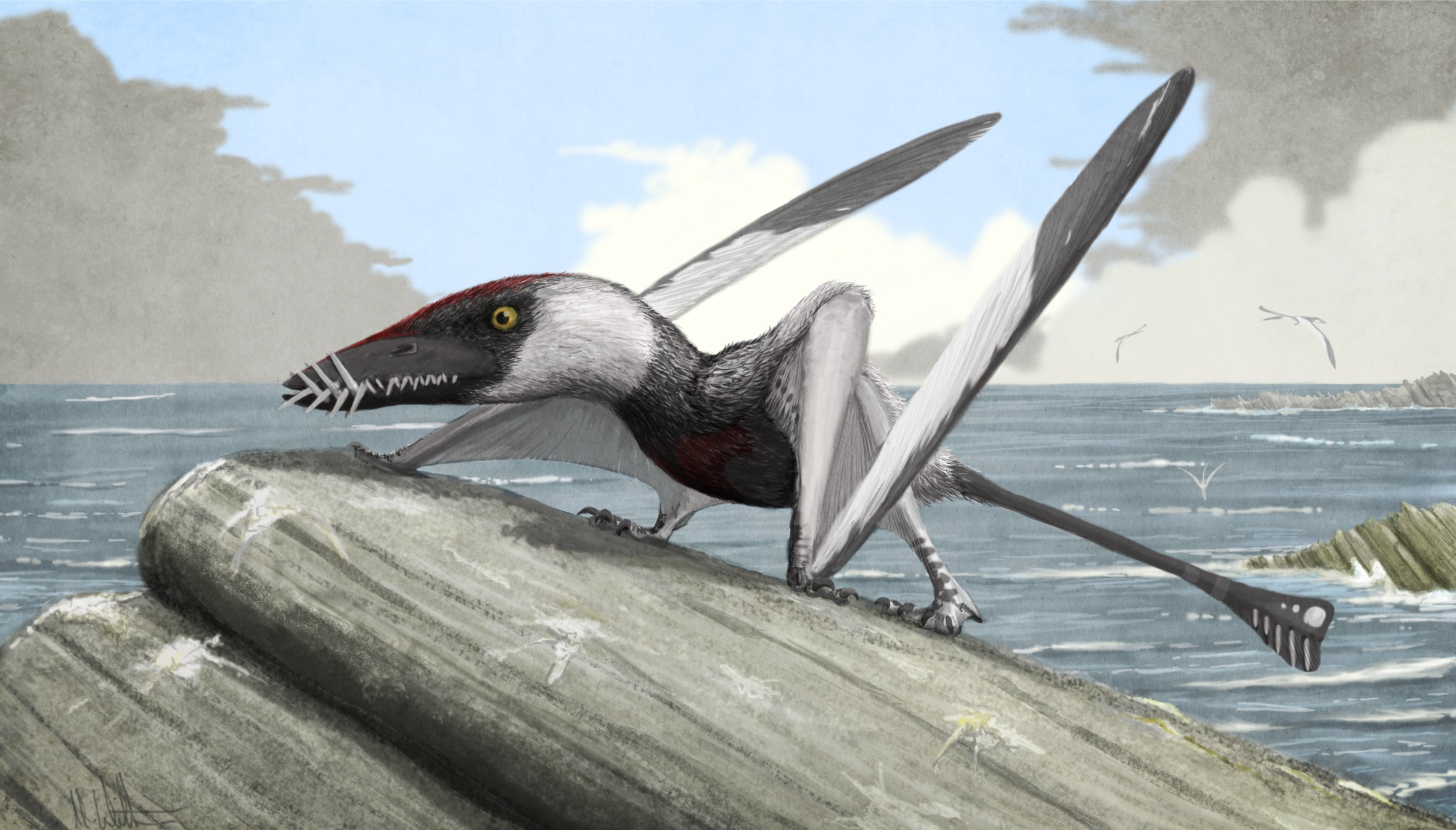
Een interpretatie door Mark Paul Witton

Traditioneel wordt voor Dorygnathus een levenswijze als viseter aangenomen. Die wordt al haast standaard voor pterosauriërs verondersteld; als een speciale aanwijzing bij Dorygnathus wordt meestal de tandvorm gezien, als aanpassing voor het vasthouden van een glibberige prooi. Bij sommige verwante soorten echter, Harpactognathus en Sericipterus, is in 2010 een levenswijze als predator van kleine landdieren gesuggereerd. Indirecte aanwijzingen dat Dorygnathus toch een viseter was — directe aanwijzingen in de vorm van gefossiliseerde maaginhoud zijn nog niet aangetroffen — kan men vinden in de wat minder stevige schedel en het feit dat de fossielen van Dorygnathus in mariene afzettingen gevonden zijn, waar ze een niet heel zeldzaam fossiel vormen: de soort viste kennelijk regelmatig boven open zee. Aan de andere kant zijn de meeste gewervelde roofdieren tamelijk opportunistisch en zullen niet nalaten een prooi te verschalken als ze daartoe de gelegenheid zien. Aangezien Dorygnathus in ieder geval het land moest opzoeken om te broeden, zal hij bij geval ook wel kleine zoogdieren en reptielen gegeten hebben. Omdat erg jonge dieren niet in de zeeafzettingen zijn aangetroffen — het kleinste exemplaar dat onbeschreven deel uitmaakt van de collectie van het Museum Hauff heeft een vlucht van zestig centimeter — en de aanwijzingen voor broedzorg bij de pterosauriërs beperkt zijn, is het mogelijk dat die een fase doormaakten waarbij voornamelijk op het land gejaagd werd.
Op het land kan het dier geklommen hebben of op de grond gelopen. De soort was niet sterk aan het klimmen aangepast; de handklauwen en zeker de voetklauwen waren niet bijzonder ontwikkeld. Het is omstreden of bij het lopen alleen de achterpoten of ook de vleugels gebruikt werden. De meeste onderzoekers geloven in het laatste; Padian echter blijft, zeker voor een kleine basale pterosauriër met een lange staart als Dorygnathus, zijn al uit het begin van de jaren tachtig stammende model van tweevoetige renners verdedigen. Dit past beteer bij zijn interpretatie van de bewegingsvrijheid van de armbeenderen: de arm zou wel krachtig naar voren en onderen getrokken hebben kunnen worden, zoals bij de voortstuwende vleugelslag, maar slechts zwak naar achteren en beneden, de beweging die voor het lopen noodzakelijk is. De benen zouden echter mobieler geweest zijn en tamelijk recht onder het lichaam geplaatst zodat beter gelopen en zelfs gerend had kunnen worden op de achterpoten alleen. Padian moet echter toegeven dat Dorygnathus vanwege zijn lange onderarm meer aangepast was aan een vierpotige bewegingswijze dan andere basale pterosauriërs en dat het waarschijnlijk is dat althans soms op vier poten gelopen werd. De gang op de achterpoten alleen zou ook gebruikt kunnen zijn om op te stijgen maar was daarvoor niet noodzakelijk; een gezamenlijke afzet van benen en vleugels was daartoe ruimschoots voldoende.
Dorygnathus wordt in dezelfde lagen gevonden als de pterosauriër Campylognathoides. De vraag hoe en of er een verdeling in niches was tussen de twee en waarom de laatste soort er veel zeldzamer is, kan nog niet met zekerheid worden beantwoord; wellicht was de andere vorm meer een jager op landdieren.